# Halsten
Halsten Stenkilsson lub Hallsten (ur. ok. 1050, zm. ok. 1070) – był przez krótki czas królem Szwecji od roku 1067. Znany jest tylko z uwagi na marginesie dzieła Adama Bremy.
Możliwe, że Halsten rządził od ok. 1068 razem ze swoim bratem Inge I Starszym. Halsten był synem Stenkila Ragnvaldssona i ojcem dwóch królów szwedzkich: Filip Hallstenssona i Inge II Młodszego. Rok jego śmierci jest wątpliwy, wiadomo jedynie, że źródła wspominają o nim w 1070, a później dopiero w 1084. Wiadomo jest, że w ciągu jego rządów chrześcijanie zyskali nadmierne wpływy, co spowodowało spory o koronę w latach 1066–1088.